# Georg Möller

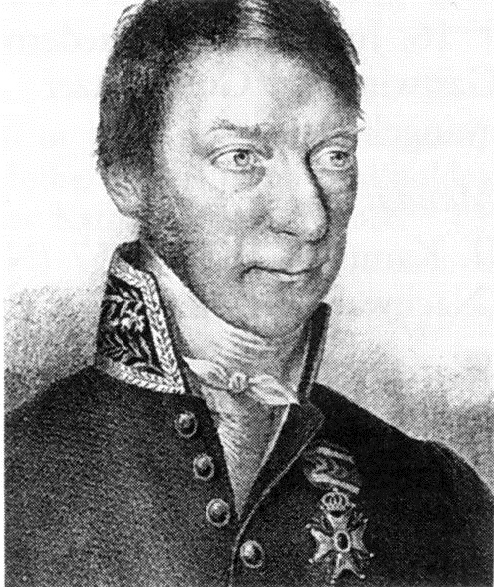
Georg Möller

Johann Georg Möller (* 28. Januar 1777 in Greifenstein; † 12. März 1860 in Wiesbaden) war nassauischer Beamter und Politiker.

## Leben und Familie
Georg Möller, der evangelischer Konfession war,  war der Sohn des Justizrates Johann Georg Möller und dessen Frau Anna Elisabeth geborene Graf.
Er wurde 1797 Amtsassessor im Amt Braunfels und 1806 nassau-usinger Kammerkonsulent und Fiskaladvokat an der Hofkammer in Wiesbaden. 1809 erhielt er den Titel eines Regierungsrates und wurde Mitglied des Regierungskollegium in Ehrenbreitstein. Bereits früh wurde er Mitglied der 1812 gegründeten Vereins für Nassauische Altertumskunde und Geschichtsforschung. 1815 wurde er zum königlich preußischen Geheimen Regierungsrat ernannt und wechselte in preußische Dienste.
Danach kehrte er in das Herzogtum Nassau zurück und war bis 1821 geheimer Regierungsdirektor in Wiesbaden und später Mitglied des Staatsrates. 1821 bis 1832 war er Vizepräsident und 1832 bis 1848 Präsident der nassauischen Landesregierung.
Während der Märzrevolution 1848 ging er auf eigenen Wunsch in den Ruhestand.

## Politik
1852 bis 1860 gehörte er der ersten Kammer der Landstände des Herzogtums Nassau, an deren Präsident er 1855–1856 war. In der Kammer war er 1852–1854 Vertreter des Grafen von Schönborn-Wiesentheid, 1855–1856 Vertreter des Grafen von Leiningen-Westerburg und 1857–1860 Vertreter der Gräfin Seraphine Franziska zu Leiningen-Westerburg-Neuleiningen.

## Ehrungen
Er war Ritter des Ordens vom Niederländischen Löwen. 1827 wurde er von der juristischen Fakultät der Universität Marburg und 1848 von der philosophischen Fakultät der Universität Gießen zum Ehrendoktor ernannt.